# Copelatus darlingtoni
Copelatus darlingtoni es una especie de escarabajo buceador del género Copelatus, de la subfamilia Copelatinae, en la familia Dytiscidae. Fue descrito por Young en 1942.